# Vende-se Sonhos
Vende-se Sonhos (às vezes também grafado "Ven de-sê Sonhos") foi um grupo brasileiro de teatro, com atuação em Porto Alegre nos anos 1980.

## Formação
Do grupo inicial do Vende-se Sonhos faziam parte os atores Angel Palomero, Cleide Fayad, Márcia do Canto, Marco Antônio Sorio, Marta Biavaschi, Osvaldo Perrenoud, Pedro Santos, Rosa Luporini, Soraia Simaan e Xala Felippi.
Formado em 1979, a maioria de seus primeiros integrantes veio do Grêmio Dramático Açores, grupo experimental desenvolvido no interior do Teatro de Arena de Porto Alegre. Recém saído do Açores e ainda na fase de ensaios de seu primeiro espetáculo, o pessoal do Vende-se Sonhos fez uma oficina com o grupo carioca Asdrúbal Trouxe o Trombone, que estava em Porto Alegre para apresentação da peça "Trate-me leão". A partir desse contato, o "Asdrúbal", que já existia há 5 anos, se tornou o principal modelo para o "Vende-se", tanto na temática jovem quanto na forma de organização e criação coletiva.

## School's out
"School's out", peça de Pedro Santos premiada no Concurso Qorpo Santo de Dramaturgia da Prefeitura de Porto Alegre, estreou em outubro de 1980, na Sala Álvaro Moreyra do Centro Municipal de Cultura. O texto abordava um grupo de adolescentes e seus conflitos na escola, na família, no enfrentamento da autoridade em tempos de ditadura, no uso de drogas leves, na descoberta da sexualidade e nas incertezas diante da chegada da vida adulta, materializada pelo fim das aulas no enisno médio e pelas provas do vestibular.
Incorporando gírias da época e a maneira de falar característica do portoalegrense, a peça tornou-se grande sucesso local, sendo apresentada também em várias cidades do interior do Rio Grande do Sul, além de curtas temporadas no Rio e São Paulo, por ter sido selecionado pelo Projeto Mambembe da Funarte.
Também participavam do espetáculo, executando música ao vivo, o saxofonista Ricardo Cordeiro (que mais tarde faria parte dos Garotos da Rua), o baixista Paulo Mello (Taranatiriça) e a cantora Deborah Lacerda.
Paralelamente, atores do grupo (e muitas vezes o grupo em conjunto) passaram a participar de filmes do cinema gaúcho da época, especialmente os longas-metragens em super-8 Deu pra ti anos 70 (1981) de Nelson Nadotti, "Coisa na roda" (1982) de Werner Schünemann e "Inverno" (1983) de Carlos Gerbase. Estes filmes foram o embrião do que viria a ser, a partir de 1987, a Casa de Cinema de Porto Alegre
.
Havia ainda integração com outros grupos de teatro de Porto Alegre que, na época, trabalhavam linguagens semelhantes e também buscavam o público jovem, tais como o Faltou o João (do qual fazia parte Werner Schünemann), "Do jeito que dá" (de Júlio Conte) e, mais tarde, também o "Balaio de gatos" (de Luciene Adami).

## Trenaflor
Ainda em 1981, o grupo começou a criar um segundo espetáculo, "Trenaflor", que ainda focava em personagens jovens, mas já saídos da casa dos pais, lutando pela sobrevivência, tentando encontrar seu lugar no mundo, construindo relacionamentos amorosos e vivendo em bando, nas chamadas "comunidades urbanas".
Neste período, passaram a integrar o grupo os atores Marcos Breda e Marcel Dumont, sendo que o futuro cantor Wander Wildner também participou dos ensaios. Pedro Santos foi para o Rio de Janeiro, chamado pelo Asdrúbal trouxe o trombone para fazer parte do espetáculo "A Farra da Terra". Márcia do Canto juntou-se ao grupo local Do jeito que dá, iniciando os ensaios de Bailei na curva, que viria a ser um dos maiores sucessos do teatro no Rio Grande do Sul.
Estas mudanças de elenco, somadas à excessiva duração da primeira versão do espetáculo (mais de quatro horas), fizeram com que "Trenaflor" só fosse estrear em outubro de 1982, em Caxias do Sul, como parte do festival Cio da terra, entrando depois em temporada no Teatro Renascença, em Porto Alegre.
Em 1983, o grupo passou a ter um quadro semanal no programa "Quizumba", da TVE. O programa era produzido por um grupo de estudantes e jornalistas recém formados, entre eles os futuros cineastas Jorge Furtado, José Pedro Goulart e Ana Luiza Azevedo. Mas o quadro "O Grupo Vende-se Sonhos apresenta" era criado e dirigido pelo próprio grupo.

## Das duas uma
Em 1984, o Vende-se Sonhos montou seu terceiro e último espetáculo adulto, "Das duas uma", numa trama que misturava vários níveis de metalinguagem: uma peça de teatro de grupo sobre um grupo de pessoas tentando fazer um filme que contaria a história de um casal de amigos que havia se matado após o lançamento frustrado de um espetáculo musical. Somaram-se ao grupo, neste espetáculo, o ator Beto Mônaco e o músico Homero Feijó.
No mesmo ano, estreou a única produção infantil do grupo, "O Mistério das baipotas", com texto de Angel Palomero e Denise Ribeiro, direção de Palomero e música composta por Augusto Licks. O espetáculo ganhou o Prêmio Tibicuera de Teatro Infantil de melhor figurino (Élcio Rossini).
Também neste período, atores do grupo participaram dos filmes Verdes anos e Me beija, lançados comercialmente em 1984, com pouca repercussão de público fora do Rio Grande do Sul.
Na sua terceira temporada, já em 1985, "Das duas uma" teve a participação do ator Werner Schünemann, substituindo Marcos Breda, que havia se integrado ao elenco de Bailei na curva.

## Espetáculos
- 1980-81: "School's out", texto de Pedro Santos, direção coletiva.
- 1982-83: "Trenaflor", texto e direção coletivos.
- 1984-85: "Das duas uma", texto e direção coletivos.
- 1984: "O Mistério das baipotas" (infantil), texto e direção de Angel Palomero.